# Submarí Britànic Classe U
Els submarins britànics de classe U (en anglès U-class ) i oficialment anomenats Programes d'emergència de guerra 1940 i 1941 de casc curt (en anglès War Emergency 1940 and 1941 programmes, short hull) eren una classe de 49 petits submarins construïts just abans i durant la Segona Guerra Mundial per la Royal Navy. Ocasionalment se l'ha anomenat classe Undine, pel primer sumbarí construit d'aquest programa, i classe Unity per la fama de la segona nau del programa. La posterior millora tècnica de la classe va donar lloc a la seva successora el 1942, la classe V.
A l'inici de la Segona Guerra Mundial la classe U era, juntament amb els submarins britànics de classe S i T, la classe holandesa O 21 i la classe alemanya de tipus VII, una de les classes de submarins més avançades al món.

## Fons
En virtut del Tractat Naval de Londres de 1930 la Royal Navy es limitava a no tenir més de 53,500 tonelades en submarins. El límit de tonatge va fer necessàries propostes de submarins més petits, amb l'afegit que comparats amb submarins més grans són més difícils de detectar i gaudeixen d'una major maniobrabilitat. Casualment la major part de la flota de submarins de la Royal Navy, antics submarins de classe H emprats en la Primera Guerra Mundial i utilitzats en aquell moment per entrenar en guerra antisubmarina, estaven arribant al final de la seva vida útil, fent encara major la necessitat de que la nova classe de submarins es pogués construir ràpidament i modernitzar així la flota.
A principis de 1934 el contraalmirall Noel Laurence va recollir totes aquestes necessitats i va presentar a l'estat major la petició oficial de que la nova classe de submarins fos de naus petites i econòmiques per a entrenament i patrullatges de curt abast armats amb torpedes.
El març de 1934 el contraalmirall va rebre l'aprovació per iniciar el programa de "Submarí, petit, senzill, per entrenament antisubmari etc ("Small, Simple, Submarine, for Anti-Submarine Training etc"). Així doncs el 5 de novembre de 1936, després de dos anys de disseny, es va rebre l'ordre d'encarregar els tres primers vaixells de la classe: l'Undine, el Unity i l'Ursula, a la naviliera Vickers-Armstrongs, amb seu a Barrow-in-Furness. Seguint la recomanació del Comitè Hopwood de 1926, totes les naus de la classe portarien noms que comencessin amb la mateixa lletra de l'alfabet. Els nous vaixells eren els més petits construïts des de la Primera Guerra Mundial.

## Disseny i desenvolupament

### Casc i estructura interna
Les naus de la classe U tenien un casc d'acer reblat de 1.27cm de gruix resistent per a immersions fins a 61 metres, amb els dipòsits de combustible i llast a l'interior de la pròpia nau. La superestructura i la torre de control es van construir amb forats d'inundació lliure i emmagatzematge per a cables, ancoratges i articles diversos. El casc estava dividit per cinc mampares amb accés des de la torre de comandament; les escotilles del compartiment d'estiba de torpedes i de la sala de màquines tenien bauls de lona desplegables per a emergències.

### Comunicacions, detecció i reconeixement
Les naus tenien dos periscopis: el primer, un periscopi bifocal amb augment alt/baix de 200mm per a la cerca, i el segon, un periscopi de baix augment (150mm) per a l'atac. Tots dos periscopis podien elevar-se 3.7m, però no es recomanava estendre'l tant en patrulla ja que revelaria la posició de la nau des de l'aire.
Es van instal·lar hidròfons, un a cada costat de la proa mirant cap a fora i un a la torre de maquinària mirant a popa. El sonar de tipus Asdic Type 129 es va instal·lar a la quilla de les noves naus des de 1937, i s'hi van afegir dues antenes sense fil: una antena de salt a la torre de connexió per a senyals de molt baixa freqüència a la profunditat del periscopi i un màstil WT que es podia aixecar per sobre de l'aigua estesa la segona antena per a la senyalització convencional sense fil.

### Propulsió, motors i potència
Les naus tenien sis dipòsits de llast per poder controlar la immersió i un tanc de busseig ràpid auxiliar (Q tanc en anglès), i tots set juntament amb el timó s'operaven hidràulicament. Les naus tenien dos motors dièsel-elèctrics Paxman de 400 CV (300 kW) capaços de generar 615 CV (459 kW), i motors elèctrics de 825 shp (615 kW), conjuntament generant una velocitat de superfície d'11.25 nusos (20,84 km/h) i una velocitat d'immersió de 10 nusos (19 km/h).
Els motors dièsel estaven connectats directament a les hèlixs a través de dos generadors que mantenien carregada la bateria de 112 cel·les, ubicades sota la sala de control i l'allotjament de la tripulació. Fins aquell llavors les hèlixs submarines havien estat dissenyades per funcionar millor a la superfície, però amb la creació de la classe Unity, es va passar a crear hèlixs que donessin el seu millor rendiment submergits per tal de reduir el soroll. Però tot i que aquest nou disseny aconseguia uns bons resultats en quant a reducció acüstica, accentuava de manera notable els problemes de cavitació, problemes que van acompanyar la classe durant tota la seva vida útil, essent doncs unes naus que requerien de noves hèlixs sovint.

### Armament, autonomía i capacitat
Les naus podien dur 39 tones de combustible, conferint un rang de 3,800 mn (7.000 km) a 10 nusos (19 km/h) en superfície i 120 mn (220 km) a 2 nusos (3,7 km/h) submergit. Per altra banda la recàrrega de la bateria requeria que el submarí emergís, de manera que s'havia de planejar la ruta tenint en compte aquesta necessitat.
Durant la construcció inicial, els quatre tubs de torpede de proa interns es van complementar amb dos tubs externs en una carcassa abombada, que també guardava quatre recàrregues per als tubs interns. L'Úrsula portava una ametralladora de 76mm davant la torre de maquinària, però sense una escotilla per a la tripulació cada cop que s'havia d'utilitzar l'operari havia de travessar, obrir i tornar a tancar la torre per aconseguir arribar a l'arma. 3 a (76 mm) arma però no tenia escotilla per a la tripulació de canons, que havia d'utilitzar la torre de maquinària; per tal de compensar el pes de l'arma només es portaven vuit torpedes.
Just abans de la guerra es va ordenar un segon grup de dotze submarins, dels quals el Unique, l'Upholder, l'Upright i l'Upmost duien els tubs de torpede extern, però la resta de les naus de la comanda (i totes les posteriors) es van construir sense, ja que la protuberància que suposaven causava una gran ona de proa. A canvi les naus duien més recàrregues per als torpedes interns. També s'hi afegia el problema que quan a profunditat del periscopi es disparaven tots 6 torpedes en salva la potència i la pèrdua sobtada de pes feia que les naus es descompensessin i sortissin de l'aigua, fent-les altament vulnerables a atacs enemics.

## Grup I: neix la classe U
Les tres naus de la nova classe Unity van entrar en servei a la segona meitat de 1938. Dissenyats com a vaixells d'entrenament van ser prou efectius per persuadir l'Almirallat de construir-ne més i millorar la seva capacitat ofensiva. L'Úrsula es va avarar el 16 de febrer de 1938 i va romandre en servei fins que va ser cedida a l'armada soviètica de 1944 a 1949, rebatejada com a V4, sent recomprada el maig de 1950 i posteriorment desballestada. El Unity es va avarar el 16 de febrer de 1938 i es va enfonsar el 29 d'abril de 1940 en una col·lisió accidental amb l'SS Atle Jarl, davant de les illes Farne. L'Undine va ser avarat el 5 d'octubre de 1937 i enfonsat pels dragamines alemanys el 7 de gener de 1940 davant d'Heligoland.

### Lot encarregat el 5 de novembre de 1936
| Nom        | Nº  | Avarat               | Destí                                                                        |
| ---------- | --- | -------------------- | ---------------------------------------------------------------------------- |
| HMS Undine | N48 | 5 d'octubre de 1937  | Enfonsat pels dragamines alemanys davant d'Heligoland, el 7 de gener de 1940 |
| HMS Unity  | N66 | 16 de febrer de 1938 | Enfonsat en col·lisió amb SS Alte Jarl el 29 d'abril de 1940                 |
| HMS Ursula | N59 | 16 de febrer de 1938 | Cedit a la marina soviètica 1944–1949, recomprat i desballestat el 1950      |

| Llegenda de les taules                         |
| ---------------------------------------------- |
| Va sobreviure la guerra/Venut i/o desballestat |
| Perdut en combat                               |
| Enfonsat accidentalment                        |

## Grup II
L'experiència adquirida amb les embarcacions del primer grup de la classe U va dur l'Almirallat a decidir estendre el programa, ara anomenat Programa Complementari d'Emergència de Guerra, amb un total de dotze nous submarins de disseny similar als tres originals. Amb l'excepció de quatre naus es van eliminar els tubs de torpede externs, es va donar a totes les embarcacions una popa redissenyada per reduir la cavitació, i en algunes d'elles es va introduir una nova forma de experimental de proa dissenyada per reduir l'ona de proa. Aquest nou grup de naus va augmentar el nombre de torpedes emmagatzemats, les ametralladores (un total de tres, originalment només n'hi havia una) i més combustible, augmentant-ne l'autonomia. La majoria de les naus van ser construïdes per Vickers a Barrow-in-Furness. L'MI5 va investigar la pèrdua del Vandal i l'Untamed durant les seves operacions d'entrenament, però l'informe es va mantenir confidencial.
El segon grup incloïa submarins que es van acabar fer coneguts; l'Urchin va ser transferit a la Marina polonesa com ORP Sokół i va enfonsar 56,000 tones de material enviat per les potències de l'eix. En els seus 16 mesos de carrera operativa l'Upholder, destinat al Mediterrani sota el comandament del tinent-comandant Malcolm David Wanklyn, va dur a terme 24 patrulles i va enfonsar unes 121,000 tones de vaixells de l'Eix, formats per tres submarins, un destructor, 15 vaixells mercants (possiblement un creuer) i un altre destructor, abans de perdre's l'abril de 1942. Wanklyn va rebre la Creu Victòria per atacar un comboi enemic ben defensat i enfonsar el transatlàntic italià Conte Rosso el 25 de maig de 1941. Les pèrdues en aquest grup van ser elevades, només tres dels dotze submarins van sobreviure a la guerra.

### Lot encarregat el 4 de setembre de 1939
| Nom           | Nº      | Avarat                 | Destí |
| ------------- | ------- | ---------------------- | --- |
| HMS Umpire    | N82     | 30 de desembre de 1940 | Enfonsat accidentalment pel vaixell d'arrossegament Peter Hendriks, 17 de juliol de 1941, Mar del Nord, 22 morts |
| HMS Una       | N87     | 10 de juny de 1941     | Venut l'11 d'abril de 1949, desballestat                                                                         |
| HMS Unbeaten  | N93     | 9 de juliol de 1940    | Enfonsat accidentalment per un bombarder britànic, l'11 de novembre de 1942, Golf de Biscaia                     |
| HMS Undaunted | N55     | 20 d'agost de 1940     | Enfonsat el 13 de maig de 1941 a la costa de Líbia                                                               |
| HMS Union     | N56     | 1 d'octubre de 1940    | Enfonsat el 20 de juliol de 1941 per un torpeder i un avió italians prop de Pantel·laria                         |
| HMS Unique    | N95     | 6 de juny de 1940      | Enfonsat el 24 d'octubre de 1942 a l'oest de Gibraltar                                                           |
| HMS Upholder  | P37     | 8 de juliol de 1940    | Enfonsat el 14 d'abril de 1942 pel torpeder italià Pegaso davant de Trípoli                                      |
| HMS Upright   | N89     | 21 d'abril de 1940     | Venut el 19 de desembre de 1945, desballestat el març de 1946                                                    |
| HMS Urchin    | N67 P97 | 30 de setembre de 1940 | Cedit a la Marina polonesa el novembre de 1941–1946 com ORP Sokół ; nombrat P97 el 1946, desballestat el 1949    |
| HMS Urge      | N17     | 19 d'agost de 1940     | Enfonsat el 6 de maig de 1942 pel torpeder italià Pegaso                                                         |
| HMS Usk       | N65     | 7 de juny de 1940      | Enfonsat, probablement per una mina, el 3 de maig de 1941 a Cap Bon, Tunísia                                     |
| HMS Utmost    | N19     | 20 d'abril de 1940     | Enfonsat el 24 de novembre de 1942 pel vaixell torpeder italià Groppo a l'oest de Sicília                        |

## Grup III
El tercer grup va ser el més nombrós de la classe U, format per un total de 34 naus ordenades en tres lots. Les pèrdues van continuar sent elevades, però menors comparat amb els altres dos grups. Les naus d'aquest grup es van construir amb més eslora, més capacitat de combustible (per tant una major autonomía), i a les naus del tercer lot se les va equipar amb sis mines marines.
El juny de 1940 l'Almirallat havia deixat de posar nom als submarins i els anomenava pels seus números de gallardet, però el 4 de novembre de 1942 el primer ministre Winston Churchill va qüestionar la política. La numeració dels submarins havia estat la pràctica habitual a la Primera Guerra Mundial, però es va abandonar degut al gran nombre de destructors (que seguien la mateixa norma de denominació) que s'estaven fabricant per tal de no crear confusió; però a causa de les opinions de Churchill, l'Almirallat havia decidit que era millor ser correcte que coherent i que s'havia de reprendre la denominació. Després de certa demora a Churchill se li va comunicar que era difícil trobar noms suficients que comencessin per U i que l'excedent s'anomenaria amb paraules que comencessin per V, i es va enviar una llista a Churchill el 27 de desembre de 1942. Els submarins perduts abans de ser nombrats van conservar el seu número de gallardet com a identificador.

### Lot encarregat l'11 de març de 1940
| Nom           | Nº  | Avarat                 | Destí |
| ------------- | --- | ---------------------- | --- |
| HMS Ullswater | P31 | 27 de novembre de 1940 | Rebatejat com a Uproar l'abril de 1943, venut el 13 de febrer de 1946, desballestat                                             |
| HMS P32       | P32 | 15 de decembre de 1940 | Minat a Trípoli el 18 d'agost de 1941 abans de ser anomenat                                                                     |
| HMS P33       | P33 | 28 de gener de 1941    | Enfonsat, probablement per una mina, a Trípoli, el 20 d'agost de 1941, abans de ser anomenada                                   |
| HMS Ultimatum | P34 | 11 de març de 1940     | Venut el 23 de desembre de 1949, desballestat                                                                                   |
| HMS Umbra     | P35 | 15 de març de 1941     | Venut el 9 de juliol de 1946, desballestat                                                                                      |
| HMS P36       | P36 | 28 d'abril de 1941     | Lliurats a França a finals de 1941, transferit a la Mediterrània, perduts abans de ser anomenat                                 |
| HMS Unbending | P37 | 12 de maig de 1941     | Venut el 23 de desembre de 1949, desballestat el 1950                                                                           |
| HMS P38       | P38 | 9 de juliol de 1941    | Enfonsat pels vaixells italians Circe i Usodimare davant de Tunísia el 25 de febrer de 1942 abans de ser anomenat               |
| HMS P39       | P39 | 23 d'agost de 1941     | Enfonsat durant l'atac aeri a Malta el 26 de març de 1942 abans de ser anomenat, reflotat el juny de 1943, desballestat el 1954 |
| HMS P41       | P41 | 24 d'agost de 1941     | Cedit a la Marina Reial de Noruega com HNoMS Uredd ; perdut a una mina amb els 39 tripulants el 5 de febrer de 1943             |

### Lot encarregat el 23 d'agost de 1940
| Nom            | Nº  | Avarat                 | Destí |
| -------------- | --- | ---------------------- | --- |
| HMS Unbroken   | P42 | 4 de novembre de 1941  | Cedit a la marina soviètica entre 1944 i 1949 com a V 2, retornat el 9 de maig de 1950, desballestat                             |
| HMS Unison     | P43 | 5 de novembre de 1941  | Cedit a la marina soviètica com a V3, desballestat el 1950                                                                       |
| HMS United     | P44 | 18 de desembre de 1941 | Desballestat el 12 de febrer de 1946                                                                                             |
| HMS Unrivalled | P45 | 16 de febrer de 1942   | Desballestat el 22 de gener de 1946                                                                                              |
| HMS Unruffled  | P46 | 19 d'agost de 1941     | Desballestat el gener de 1946 |
| HMS P47        | P47 | 27 de juliol de 1942   | Cedit a la Marina Reial dels Països Baixos com a HNLMS Dolfijn, desballestat el 1952                                             |
| HMS P48        | P48 | 15 d'abril de 1942     | Enfonsat al golf de Tunis pel vaixell italià Ardente el 25 de desembre de 1942 abans de ser anomenat                             |
| HMS Unruly     | P49 | 28 de juliol de 1942   | Desballestat el 1946 |
| HMS Unseen     | P51 | 16 d'abril de 1942     | Desballestat l'1 de novembre de 1949                                                                                             |
| HMS P52        | P52 | 11 d'octubre de 1942   | Cedit a la Marina polonesa com ORP Dzik i postguerra a la Royal Danish Navy com HDMS U1 Springeren, desballestat l'abril de 1958 |
| HMS Ultor      | P53 | 12 d'octubre de 1942   | Venut el 22 de gener de 1946, desballestat                                                                                       |
| HMS Unshaken   | P54 | 17 de febrer de 1942   | Desballestat el març de 1946 |

### Lot encarregat el 12 de juliol de 1941
| Nom            | Nº  | Avarat                 | Destí |
| -------------- | --- | ---------------------- | --- |
| HMS Unsparing  | P55 | 28 de juliol 1942      | Venut el 14 de febrer de 1946, desballestat |
| HMS Usurper    | P56 | 24 de setembre de 1942 | Enfonsat per la nau alemanya UJ2208 o una mina el 4 d'octubre de 1943 al Golf de Gènova                                                               |
| HMS Universal  | P57 | 10 de novembre de 1942 | Venut i desballestat el febrer de 1946 |
| HMS Untamed    | P58 | 8 de desembre de 1942  | Enfonsat el 30 de maig de 1943, reflotat el 5 de juliol de 1943, renombrat HMS Vitality, venut el 13 de febrer de 1946 i desballestat un mes més tard |
| HMS Untiring   | P59 | 20 de gener de 1943    | Cedit a la Marina Hel·lènica com a HS Xifias de 1945 a 1953, enfonsat com a diana de pràctica el juliol de 1957                                       |
| HMS Varangian  | P61 | 4 d'abril de 1943      | Venut i desballestat el juny de 1949 |
| HMS Uther      | P62 | 6 d'abril de 1943      | Venut i desballestat el febrer de 1950 |
| HMS Unswerving | P63 | 19 de juliol de 1943   | Desballestat el juliol de 1949 |
| HMS Vandal     | P64 | 23 de novembre de 1942 | Enfonsat accidentalment el 24 de febrer de 1943 al Fiord de Clyde                                                                                     |
| HMS Upstart    | P65 | 24 de novembre de 1942 | Cedit en postguerra a la Marina Hel·lènica com a HS Amphitriti, retornat i enfonsat com a diana de pràctica el 29 de juliol de 1959                   |
| HMS Varne I    | P66 | 22 de gener de 1943    | Cedit a l'Armada Reial de Noruega com a HNoMS Ula, desballestat el 1956                                                                               |
| HMS Vox        | P67 | 23 de gener de 1943    | Cedit a les Forces Navals de la França Lliure com a Curie, retornat i renombrat HMS Vox i desballestat el 2 de maig de 1949                           |

## Submarí de classe V
Tota l'experiència adquirida en mar obert, missions de patrullatge i combat directe van servir per millorar les naus de la classe U en una classe nova, la successora classe V. Se'n va allargar el casc encara més (arribant als 63 metres), es van modificar notablement les hèlixs per tal de reduir l'efecte de cavitació i allargar-ne la vida útil, i es va fer una proa més aerodinàmica. També es va introduir la tècnica de soldadura dels marcs del casc, permetent utilitzar un acer més gruixut per al casc i augmentant significativament la profunditat d'immersió fins als 91 metres.
Es van encarregar un total de 34 naus a la naviliera Vickers-Armstrong, la mateixa que va produir la classe U. Del total demanat se'n van arribar a constuir 21 unitats, de les quals no se'n va perdre ni una, tant en combat com en accidents. La resta d'unitats es van cancel·lar amb el final de la guerra.